# Франческо I Кріспо
Франческо I (італ. Francesco I Crispo; д/н — 1397) — 10-й герцог Архіпелагу (Наксосу) в 1383—1397 роках. Засновник власної династії.

## Життєпис
Походив з веронського роду, який у XIII ст. перебрався до сеньйорії Негропонте. Ймовірно, перебував на службі у роду Джованні далле Карчері, триарха Негропонте. За деякими відомостями займався піратством, нападаючи на флоти бейліків з Малої Азії.
1367 або 1368 року від Флоренци, герцогині Архіпелагу, як феод отримав острови Аморгос і Сірос. 1370 року втратив острів Аморгос, який герцогиня повернулася до себе.
1376 році одружився з Марією Санудо, синьйорою о. Мілос. Поступово зблизився з венеційцями, брав участь у їхніх морських походах. У березні 1383 року за намовою Венеції прибув на Наксос, де під час полювання вбив свого родича за лінією дружини — герцога Нікколо III. За цим сам оголосив себе герцогом Архіпелагу, був визнаний Венецією, а потім іншими державами.
Проводив провенеційську політику, відмовившись від прав попередника на Евбеї. 1384 року відібрав у Марії острів Андрос, який передав як посаг своєї доньки Петронілли. Проте це зустріло спротив ображеної та судову тяганину, яка завершилася 1389 року компромісом: замість Андроса Марія отримала о. Парос.
З 1389 року розпочав корсарську війну проти Османської держави, що спричинило суттєво напруження останньої з Венеційською республікою. 1391 року сенат Венеції змусив Кріспо припинити свої дії, але це тривало недовго. 1394 року герцога було викликано до Венеції з тим, щоб той пояснив свої дії та непокору, але Франческо I не прибув.
Помер Франческо I Кріспо 1397 року. Йому спадкував син Джакомо I.

## Родина
Дружина — Флоренца, дружина Марко Санудо, синьйора Мілоса.
Діти:
- Джакомо (д/н—1418), 11-й герцог Архіпелагу
- Джованні (д/н—1433), 12-й герцог Архіпелагу
- Нікколо (д/н—1450), синьйор Сіросу
- Гульєльмо (д/н—1463), 15-й герцог Архіпелагу
- Марко (д/н—1450), синьйор Іоса і Теразії
- П'єтро (д/н—1440) -?
- Петронілла (1384–1427), дружина П'єтро Дзено
- Агнеса (1386–1428), дружина Дарагонетто Клавеллі, синьйора Нісіроса